# Norton 500 M18
La Model 18 è una motocicletta prodotta dalla casa inglese Norton, tra il 1922 e il 1954.

## Il contesto
Prima Norton a valvole in testa (il motore è derivato da quello della 16H a valvole laterali), questa "500" nasce come modello sportivo da usare anche nelle competizioni, dove raccoglierà notevoli successi: tra i più importanti il GP dell’Ulster 1922, il Senior TT 1924 e, nella stessa stagione, i GP di Belgio e Francia. Si fece notare anche in Italia, guidata da Achille Varzi e Tazio Nuvolari; quest'ultimo con la "M 18 Speedy", in grado di raggiungere i 160 km/h, si aggiudicò la classe 500 del Campionato di Prima Categoria del 1924, vincendo le gare di Mantova, Cremona e Tortona, e piazzandosi al 2º posto in quelle di Padova, Parma e nella celebre Coppa della Consuma di Firenze.
Presentata nella, classica per i tempi, configurazione sottocanna e dotata di un motore monocilindrico, nel 1925 la moto venne aggiornata, introducendo la lubrificazione con pompa meccanica, una nuova forcella a parallelogramma (anziché a braccetti oscillanti) e un nuovo carter della trasmissione primaria.
La carriera nelle competizioni della Model 18 terminò nel 1927 con la presentazione della CS1 monoalbero; da quel momento la mezzo litro britannica divenne un modello di indole turistica. Nel 1929, per andare incontro alle ultime tendenze stilistiche, il serbatoio divenne "a sella" (ridisegnando il telaio), mentre dal punto di vista meccanico venne ridisegnato il carter lato trasmissione e montato un nuovo cambio a 4 rapporti.
Negli anni trenta la moto subì ulteriori aggiornamenti: i più importanti sono lo spostamento (1931) del magnete dietro al cilindro (con conseguente modifica al basamento motore), e l'introduzione di un coperchio per racchiudere gli organi della distribuzione (1938), oltre a un nuovo restyling (1935); dai primi anni '30 è disponibile di serie l'impianto di illuminazione.
La carriera della Model 18 termina nel 1954; ultimo aggiornamento (peraltro comune a tutta la gamma Norton) è l'introduzione, nel 1947, della forcella teleidraulica all'anteriore (mentre al posteriore il telaio rimarrà sempre rigido).
Il modello è divenuto particolarmente famoso per essere stato protagonista del film I diari della motocicletta.

## Curiosità

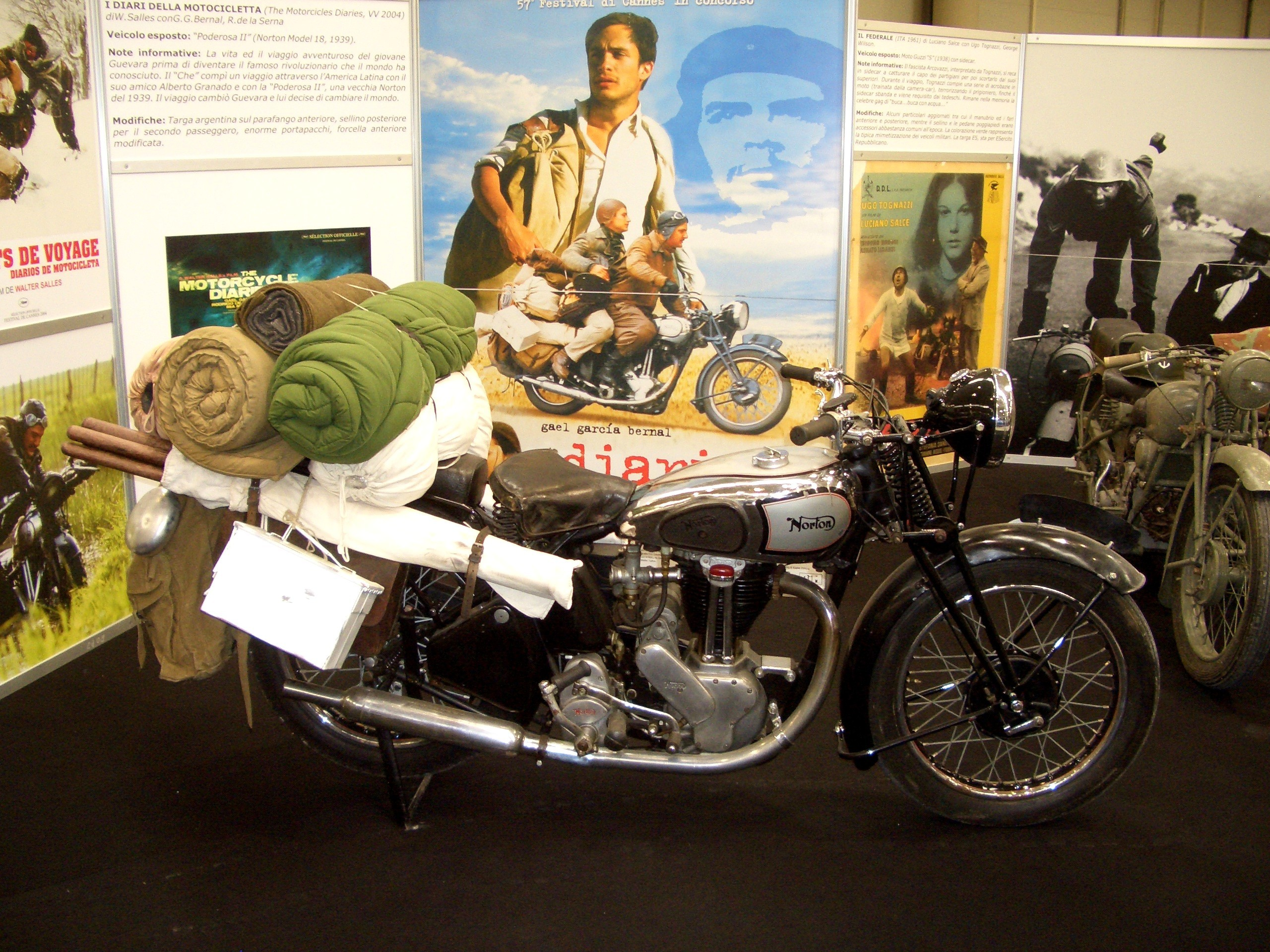
La motocicletta Norton utilizzata nelle riprese del film I diari della motocicletta che narra il viaggio di Che Guevara e Alberto Granado in America Latina.

Questo modello di motocicletta è stato usato da Ernesto Che Guevara nel 1951, quando, ancora studente, decise di intraprendere un viaggio alla scoperta del Sud America. Insieme al suo amico Alberto Granado decisero di fare il viaggio su una motocicletta soprannominata la "Poderosa II"